# Ilie Crețulescu
Ilie Crețulescu (n. 2 octombrie 1892, Piatra-Neamț, Neamț, România – d. 30 noiembrie 1971, București, România) a fost un general român, care a luptat în cel de-al doilea război mondial.

## Biografie
A absolvit Școala Pregătitoare de Ofițeri de Infanterie (promoția 23 iunie 1913).

## Funcții deținute
- 1 aprilie 1938 - 26 februarie 1939 - Comandantul Brigăzii 15 Mecanizate "Podul Înalt" -  Colonel.
- 1941 – 1942 - Șeful Statului Major al Corpului 4 Armată.
- 1942 – 1944 - Comandantul Brigăzii a 9-a Infanterie.
- 1944 - Comandantul Comandamentului 104 Munte.
- 1944 - Comandantul Divizia 103 Munte.
- 1944 - Comandantul Diviziei 4 Munte.
- 1944 - Subsecretar de Stat al Forțelor Terestre.
- 1944 – 1945 - Adjunct al Șefului Marelui Stat Major General.

În perioada 15 august 1945 - 26 iunie 1947 a îndeplinit funcția de comandant al Corpului Grănicerilor, cu grad de general de divizie.
- 1947 - Comandant Adjunct al Regiunii 1-a Militare.
- 1947 - Șeful Statului Major al Regiunii 1-a Militare.
- 1948 - În retragere.

## Decorații
- Ordinul „Steaua României” în gradul de ofițer (8 iunie 1940)[4]
- Ordinul „23 August” clasa a III-a (12 august 1959) „pentru contribuția activă la întărirea regimului democrat-popular”[5]
- Ordinul „23 August” clasa a II-a (10 august 1964) „pentru merite deosebite în opera de construire a socialismului, cu prilejul celei de a XX-a aniversări a eliberării patriei”[6]